# Robert Sitnicki
Robert Sitnicki (ur. 15 października 1969 w Warszawie) – polski dziennikarz, komentator, reporter sportowy.

## Życiorys
Absolwent IV Liceum Ogólnokształcącego im. Adama Mickiewicza w Warszawie, Politechniki Warszawskiej (Wydział Transportu) oraz Warszawskiego Centrum Dziennikarstwa. 
Reporter sportowy Radia Zet (1994), TVP (1994–1997) i TVN (1997–1998). W latach 1998–2002 w kanale Wizja Sport, gdzie był gospodarzem studia przed wydarzeniami piłkarskimi, żużlowymi, hokejowymi i koszykarskimi oraz komentatorem piłki nożnej. W latach 2002–2005 ponownie w TVP jako główny wydawca programów informacyjnych, komentator i reporter (m.in. na IO 2004 w Atenach). W latach 2005–2006 w TVN24 (m.in. wysłannik na piłkarskie MŚ 2006 w Niemczech), a od 2006 roku w kanale nSport, gdzie był wydawcą i prezenterem serwisów informacyjnych oraz magazynów piłkarskich, komentatorem Ligi Mistrzów UEFA i reporterem. Od 2013 roku, po połączeniu platform nc+ i Cyfra+, w strukturach Canal+ Sport jako wydawca i reporter. W 2020 roku pomysłodawca, współtwórca i prezenter serwisu informacyjnego News+.